# 南安郡 (南陈)
南安郡，中国南北朝时在今福建省南部设立的郡。
南朝陈天嘉五年（564年），梁安郡改名南安郡。南安郡起初属于江州，治所在晋安县（今福建省南安市丰州镇）。下辖三县：晋安县、龙溪县、兰水县。陈光大二年（568年），南安郡改属豐州。隋開皇九年（589年），隋灭陳，丰州改称泉州。丰州所属晋安郡、建安郡、南安郡都被废除。

## 国主

### 南朝陈南安國（583年—589年）
| 南安國（583年—589年） |      |          |    |        |             |                  |
| 代數                  | 世   | 封爵     | 謚 | 姓名   | 在位時間    | 備註             |
| 1                     | 始封 | 南安郡王 |    | 陳叔儉 | 583年—589年 | 陳宣帝第二十四子 |
| 陳亡，國除            |      |          |    |        |             |                  |